# Banca Toscana di Credito per le Industrie e il Commercio d'Italia
La Banca Toscana di Credito per le Industrie e il Commercio è stata una banca italiana.

## Storia
Venne fondata il 12 maggio 1860 dal conte livornese Pietro Bastogi, con lo scopo di rappresentare una solida base per il finanziamento di importanti industrie quali, ad esempio, la Società Italiana per le Strade Ferrate Meridionali. L'attività vera e propria della Banca iniziò il 15 settembre 1863, dopo aver trovato il necessario numero di azionisti, e il 15 dicembre dello stesso anno aprirono gli sportelli.
Dal 1874 la Banca Toscana fece parte del Consorzio obbligatorio tra gli istituti di emissione.
La Banca Toscana di Credito si fuse insieme alla Banca Nazionale nel Regno, alla Banca Nazionale Toscana e alla liquidata Banca Romana dando  vita alla Banca d'Italia nel 1893.

## Emissione di banconote
La banca emise banconote da 20, 50, 100, 200, 500 e 1000 lire, tutte realizzate dalla Bradbury Wilkinson & Co. di Londra dal 1864 al 1880. Non entrerà mai in circolazione il taglio inizialmente previsto da 5000 lire. Per queste banconote venne poi fissata la prescrizione al 30 giugno 1904. Oggi i biglietti della Banca Toscana di Credito per le Industrie e il Commercio sono tutti estremamente rari e quasi mai sono apparsi sul mercato collezionistico.